# Aleksander Warma
Aleksander Warma (též Aleksander Varma (22. června 1890 – 23. prosince 1970 Stockholm) byl estonský politik. Byl místopředsedou estonské exilové vlády v letech 1962–1963 a předsedou exilové vlády s pravomocí prezidenta Estonské republiky v letech 1963–1970.

## Vyznamenání
- Kříž svatého Jiří III. třídy – Ruské impérium, 1915
- Řád tří hvězd – Lotyšsko, 1931
- Řád bílé růže – Finsko, 1931
- Řád bílé hvězdy II. třídy – Estonsko, 24. února 1938[1]